# Glossopteridales
Glossopteridales, glossopterydowce – wymarły rząd paproci nasiennych występujący na obszarze kontynentu Gondwana w okresie od karbonu do jury.
Część Glossopteridales miała formę drzew, pozostałe zaś krzewów. Charakteryzują je niepodzielone liście o kształcie językowatym. Stanowiły główny element flory glossopterisowej.